# Sunaura Taylor
Sunaura „Sunny“ Taylor (* 21. März 1982 in Tucson, Arizona) ist eine US-amerikanische Künstlerin und Aktivistin, die sich in erster Linie mit den Rechten von Menschen mit Behinderung beschäftigt.

## Leben
Taylor kam mit Arthrogryposis multiplex congenita zur Welt und benutzt einen Rollstuhl. Ihre Familie engagiert sich seit ihrer Geburt mit anderen Betroffenen für eine politische Anerkennung der Bedürfnisse, die ihnen aus Behinderung und Beeinträchtigung – und damit verbundenen Krankheiten und Todesfällen – erwachsen, sowie für eine Verantwortlichkeit der entsprechenden Unternehmen. 1995 wurde ihnen in einer Sammelklage Recht zugesprochen.
Sunaura Taylor wurde zu Hause unterrichtet. Sie studierte am Goddard College sowie an der University of California, Berkeley, wo sie 2008 auch unterrichtete. Sie ist ein aktives Mitglied der Society for Disability Studies (Gesellschaft für das Studium von Behinderung).
Ihre Werke wurden in den Vereinigten Staaten vielfach ausgestellt, etwa auch in der Smithsonian Institution. Ein Text von ihr über sich selbst und die Bewegung für die Rechte von Menschen mit Behinderung erschien 2004 im Monthly Review und erregte landesweites Interesse. Das Selbstporträt mit dem Titel Self Portrait with TCE, bei dem sie Trichlorethen als Farbstoff benutzte, war das erste Bild, das diese Zeitung in ihrem Bestehen seit 1949 abdruckte.
Sunaura Taylor ist die Schwester der Regisseurin Astra Taylor, die in ihrem Film Examined Life unter anderem auch einen Spaziergang von Taylor mit der Philosophin Judith Butler inszenierte, bei dem sie gemeinsam über Queerness und Körpernormen philosophieren. Sie erinnert sich in dem Gespräch, dass ihr als Kind oft von anderen Kindern gesagt wurde, sie laufe „wie ein Affe“, und hinterfragt den Begriff der Menschlichkeit und die Grenzen zum Nichtmenschlichen. Im Laufe des Spazierganges thematisiert sie zudem Behinderung als politische Angelegenheit (political issue) und die Differenzierung zwischen dem sozial-gesellschaftlichen (disability/Behinderung) und medizinischen (impairment/Beeinträchtigung) Modell von Behinderung. Taylor ist eine abolitionistische Veganerin.

## Auszeichnungen
- 2018: American Book Award für Beasts of Burden: Animal and Disability Liberation
- 2008: Preis der Joan Mitchell Foundation
- 2004: Großer Preis der Stiftung VSA arts[7]